# Lacipa picta
Lacipa picta is een vlinder uit de familie spinneruilen (Erebidae), onderfamilie donsvlinders (Lymantriinae). De wetenschappelijke naam van deze soort is voor het eerst geldig gepubliceerd in 1847 door Boisduval.
De soort komt voor in tropisch Afrika.